# Kanton Gouarec
Kanton Gouarec (fr. Canton de Gouarec) je francouzský kanton v departementu Côtes-d'Armor v regionu Bretaň. Tvoří ho osm obcí.

## Obce kantonu
- Gouarec
- Laniscat
- Lescouët-Gouarec
- Mellionnec
- Perret
- Plélauff
- Saint-Gelven
- Saint-Igeaux